# Campo de Alicante
El Campo de Alicante (en valenciano, l'Alacantí) es una comarca del sur de la Comunidad Valenciana (España), situada en la costa de la provincia de Alicante. También recibe el nombre de Comarca de Alicante y una de sus zonas, Huerta de Alicante.[cita requerida]
La mayor parte de la comarca forma parte del área metropolitana de Alicante, integrada a su vez en la más amplia área metropolitana de Alicante-Elche.

## Municipios
| Municipio               | Población (2024) | Superficie | Densidad |
| ----------------------- | ---------------- | ---------- | -------- |
| Alicante                | 358 720          | 201,27     | 1782,28  |
| San Vicente del Raspeig | 60 269           | 40,55      | 1486,29  |
| Campello                | 30 600           | 55,27      | 553,65   |
| Muchamiel               | 27 761           | 47,67      | 582,36   |
| San Juan de Alicante    | 25 918           | 9,64       | 2688,59  |
| Jijona                  | 7307             | 163,76     | 44,62    |
| Agost                   | 5107             | 66,64      | 76,64    |
| Busot                   | 3629             | 33,84      | 107,24   |
| Aguas de Busot          | 1189             | 18,47      | 64,37    |
| Torremanzanas           | 744              | 36,48      | 20,39    |
| Total                   | 521 244          | 673,59     | 773,83   |

## Geografía
La comarca presenta dos espacios claramente diferenciados a nivel demográfico, social, económico y de marco físico: por una parte, está la Huerta de Alicante, área muy densamente poblada repartida sobre una superficie casi plana, y, por otro lado, unos municipios periféricos, situados en altura, entre los que se encuentra una subcomarca formada por Jijona y Torremanzanas, el Canal de Jijona, también llamado Hoya de Jijona o Valle de Jijona.
La comarca histórica de la Huerta de Alicante se corresponde con la conurbación de Alicante, un conjunto urbano que engloba además de la capital, a San Juan, Muchamiel, San Vicente y Campello (el área metropolitana de Alicante-Elche incluye a casi todos los demás municipios de la comarca y los del Bajo Vinalopó: Elche, Santa Pola y Crevillente). Centrada sobre la ciudad de Alicante, el resto de núcleos urbanos se encuentran a modo de prolongaciones de la expansión urbana, sirviendo como zonas residenciales (todas ellas), de expansión industrial (San Vicente) o especializadas hacia el turismo (Campello). Fuertemente urbanizada, esta aglomeración presenta una densidad de población de 1226 hab/km². En el plano agrícola, que es al cual debe su nombre, la Huerta de Alicante consiste en un territorio relativamente plano de tierras fértiles, convertido al regadío gracias principalmente al uso de las aguas del río Monnegre. 
Aparte de Agost, el resto de las poblaciones constituyen la histórica comarca del Canal de Jijona, con Jijona, Torremanzanas, Busot, y Aguas de Busot. Se trata en realidad de poblaciones de transición entre la Huerta de Alicante y otras comarcas (respectivamente, la Canal de Jijona con la Hoya de Alcoy, Agost con el Vinalopó Medio y Busot y Aguas de Busot con la Marina Baja). Salvo Jijona, población industrial que es de ellos el mayor núcleo urbano, los demás núcleos de población son de tipo rural, contrastando enormemente con las poblaciones de la Huerta de Alicante. No en vano, esta serie de municipios periféricos presenta una densidad de población de tan sólo 50,3 hab/km², unas 24 veces menor que la de la conurbanización alicantina.

## Configuración histórica

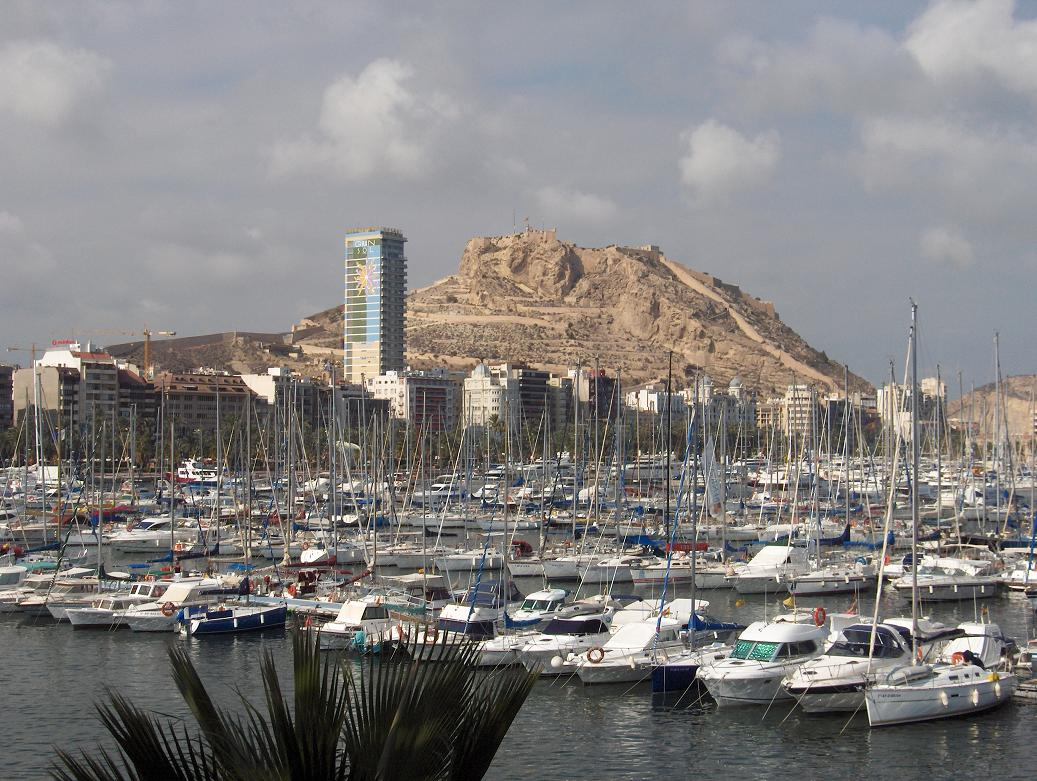
Skyline de Alicante

### Conquista cristiana
La conquista y repoblación cristiana del Campo de Alicante se realizó entre los años 1245 y 1246 por catalanes y aragoneses, fundamentalmente. Según el Tratado de Almizra acordado entre la Corona de Aragón y el Reino de Castilla en 1244, el Canal de Jijona pasaba al Reino de Valencia (el castillo de Jijona fue conquistado por las tropas de Jaime I de Aragón hacia 1245), mientras que la Huerta de Alicante pasaba a depender del Reino de Castilla, dentro del reino vasallo de Murcia (conquistando el infante Don Alfonso, luego Alfonso X, la ciudad de Alicante en 1246, aunque hay dudas entre esta fecha y 1247 o 1248). De hecho, la línea que tradicionalmente ha separado el Valle de Jijona de la Huerta de Alicante forma parte de la línea fronteriza Biar-Busot estipulada en este tratado.
En 1296, Jaime II de Aragón invadió el Reino de Murcia, bajo dominio castellano, con la consiguiente ocupación del resto de la comarca. Esta acción se circunscribe en el contexto de una crisis dinástica en el trono castellano con Fernando de la Cerda, quien ofreció a Jaime II de Aragón el Reino de Murcia a cambio de su apoyo.
Durante la acción militar para tomar el castillo de Santa Bárbara, murió en su defensa su alcaide Nicolás Pérez, fiel a Fernando IV de Castilla en la crisis dinástica, pero la conquista se vio facilitada por la presencia de un porcentaje considerable de población de origen catalanoaragonés. Desde entonces, el Campo de Alicante (salvo el valle de Jijona, ya bajo control aragonés) pasa a formar parte del Reino de Valencia, en la Procuración general de Orihuela, siendo esta anexión ratificada por la sentencia arbitral de Torrellas en 1304 y el tratado de Elche en 1305. Durante la guerra de los dos Pedros (1356-1369), Alicante volvió a estar de nuevo fugazmente en manos castellanas, durante aproximadamente un mes.

### Historia de la configuración municipal
Cuando en 1490 Fernando II de Aragón, el Católico, otorgó el título de ciudad a la villa de Alicante, el Campo de Alicante estaba dividido en dos términos municipales: el de Alicante, en el que estaban incluidos los actuales municipios de San Juan de Alicante, Muchamiel, San Vicente del Raspeig, Campello, Agost, Busot y Aguas de Busot, y el de Jijona, que incluía a Torremanzanas. La configuración administrativa que hoy conocemos es el resultado de un proceso segregacionista que afectó tanto al primitivo municipio de Alicante como al de Jijona.
A finales del siglo XVI alcanzaron el título de "universidad" Muchamiel y San Juan. Con este título, no se conseguía la total y completa segregación, pero sí era el primer paso hacia la independencia municipal. En el siglo XVII Muchamiel se independizó completamente de Alicante, pero a los 25 años pidió ser agregada al concejo de Alicante, no volviendo a independizarse completamente hasta 1775. Por su parte, la universidad de San Juan y Benimagrell pidió también ser reabsorbida por la ciudad de Alicante en 1619, independizándose definitivamente en 1779.
Por su parte, de Muchamiel se independizó también en 1789 el lugar de Peñacerrada, que volvió a reintegrarse en su municipio matriz en 1846.
Durante el siglo XVIII se produjo un importante proceso roturador y una recuperación demográfica que se acompañó con la creación o potenciación de núcleos hasta entonces marginales, coincidiendo con un fenómeno de recolonización interior espontáneo. El crecimiento poblacional de algunos de ellos fue espectacular, lo que ocasionó unas favorables condiciones económicas que llevaron con posterioridad a la independencia municipal. Así, Busot, Agost y Villafranqueza se independizaron definitivamente de Alicante durante este siglo.
Torremanzanas y el lugar de La Sarga se independizaron a su vez de Jijona durante el siglo XVIII. La Sarga, debido al descenso de su población, volvió a ser reabsorbido en el siglo XIX por Jijona.
En el siglo XIX, se independizaron de Alicante los municipios de San Vicente del Raspeig y de Aguas de Busot, y en 1901 Campello. Por su parte, en 1932 Villafranqueza fue anexionada por la ciudad de Alicante.
De este proceso segregacionista se explica la presencia de dos enclaves del término municipal de Alicante separados del resto, uno entre Muchamiel, San Vicente, Jijona, Busot y Campello, y otro entre Busot, Aguas de Busot y Relleu. Por otro lado, se explica así la existencia de una subcomarca compuesta por Jijona y Torremanzanas, cuyo origen deriva de una separación administrativa secular.

## Lengua
El predominio lingüístico oficial de la comarca es el del valenciano, si bien el castellano es la lengua mayoritaria, debido principalmente a los movimientos migratorios de mediados del siglo XX, aunque también por substitución lingüística, fenómeno ya iniciado en la capital durante el siglo XIX.